# Characoma araca
Characoma araca är en fjärilsart som beskrevs av Swinhoe 1919. Characoma araca ingår i släktet Characoma och familjen trågspinnare. Inga underarter finns listade i Catalogue of Life.